# Malden (Insel)
Malden (früherer Name: Independence Island, alter polynesischer Name: Tera Kupatea:165) ist ein heute unbewohntes gehobenes Atoll im Südwesten des Pazifischen Ozeans, das zur Inselkette der Line Islands und politisch zur Inselrepublik Kiribati gehört.

## Geographie
Malden liegt 450 km südlich des Äquators und damit in der tropischen Klimazone. Die nächstgelegene Insel ist das ca. 200 km südwestlich gelegene, ebenfalls unbewohnte Starbuck. Tarawa, die Hauptinsel der Republik Kiribati, befindet sich rund 3600 km im Nordwesten.
Malden ist ein gehobenes Atoll, dessen Lagune zwar nicht verlandet, aber schon vollständig von einem Korallenring umschlossen ist. Die ausgedehnte, nur wenige Meter tiefe Lagune, die etwa ein Drittel der Inselfläche bedeckt, befindet sich in der Inselmitte, etwas nach Osten versetzt. Sie hat keinen Zugang zum offenen Meer, die Hoa sind als Folge der tektonischen Hebung unterbrochen bzw. ausgetrocknet. Offensichtlich steht die Lagune jedoch unterirdisch mit dem Ozean in Verbindung, da sich die Wasseroberfläche mit der Tide hebt und senkt. Die Verdunstung führt zu einem gegenüber dem umgebenden Ozean erhöhten Salzgehalt. Die unregelmäßig geformte Depression umfasst etwa 13 km², davon ungefähr 5 km² Sumpffläche, wobei nicht mehr festzustellen ist, in welchem Umfang diese natürlichen Ursprungs oder die Folge des Guano-Abbaus ist. Darüber hinaus gibt es auf der Insel etliche Brackwassertümpel oder -teiche, die höchstwahrscheinlich die Folge menschengemachter Landschaftsveränderungen sind.
Die Insel ist ungefähr wie ein gleichseitiges Dreieck mit zwei abgeschnittenen Ecken geformt. Die Seiten sind sieben bis acht Kilometer lang. Malden ist sehr flach, es gibt keine Erhebungen, die höher als 8 m sind. Die Gesamtfläche beträgt 39,3 km². Sandstrand gibt es nur im Nordwesten, ansonsten ist die Insel von einem stellenweise bis zu 8 m angehäuften Ring aus Korallenschutt und - trümmern umgeben.
Malden ist nahezu vollständig von einem küstennahen Ringriff umschlossen, das sich nach der tektonischen Hebung neu gebildet hat. Das Anlanden mit Booten ist wegen der scharfkantigen Korallen und der starken Brandung nicht ohne Gefahren. An der Nordküste befindet sich noch der Überrest einer Mole aus Korallenblöcken aus der Zeit des Guano-Abbaus, die jedoch nicht mehr benutzbar ist.
Die Insel liegt nach der Klassifikation des Klimas von Köppen und Geiger in der tropischen Klimazone Af. Der niedrige Bewuchs hat zur Folge, dass Schatten nahezu völlig fehlt, außerdem strahlt der von Vegetation nur wenig bedeckte Korallenschutt das Sonnenlicht zurück. Das macht einen längeren Aufenthalt bei Tagestemperaturen von durchschnittlich 30 °C sehr unangenehm. Niederschlag fällt unregelmäßig als Starkregen im Wechsel mit lang andauernden Trockenperioden.:6

### Flora und Fauna
Die Insel ist seit 1975 ein ausgewiesenes Naturschutzgebiet.

### Flora
Die Flora von Malden ist artenarm. Es dominieren robuste, salztolerante Gräser, kriechend wachsende Pflanzen und niedrige Büsche. Es ist unklar, ob das auch dem ursprünglichen Bewuchs entspricht, oder ob die Flora durch den Guano-Abbau und die Nukleartests nachhaltig verändert wurde. Aber bereits Andrew Bloxam, der Naturwissenschaftler der Byron-Expedition von 1825 (vor dem Guano-Abbau), beschreibt die Pflanzendecke als recht spärlich:

„The land is flat and covered with a few shrubs and creeping plants of only three or four varieties.
Das Land ist flach und mit ein paar Sträuchern und kriechenden Pflanzen von nur drei oder vier Arten bedeckt.“

George Anson Byron schildert den Bewuchs etwas artenreicher:

„[…] having on it several clumps of thick fresh-looking trees, so compact, that at a distance they were taken for rocks: these clumps are useful in approaching the land for it is in no place higher than forty feet.
[…] hat mehrere Ansammlungen dicker, frisch aussehender Bäume darauf, so dicht, dass man sie aus der Ferne für Felsen hielt. Diese Gruppen sind nützlich, wenn man sich annähert, denn das Land ist an keiner Stelle höher als 12 m.“

 Der Kupferstich in Byrons Reisebericht zeigt Kokospalmen auf bewaldeten Hügeln. Das dürfte allerdings der Phantasie des Künstlers entsprungen sein.
Die von Byron beschriebenen Baumgruppen waren wahrscheinlich Heliotropium foertherianum und/oder Pisonia grandis, von denen nur noch einige niedrig wachsende Exemplare an der Nordwestspitze verblieben sind. Ferner kommen heute krautige Pflanzen der Gattung Sesuvium, Tribulus und Portulaca vor. Am Nordweststrand der Insel behauptet sich eine einsame Kokospalme (2018).

### Fauna

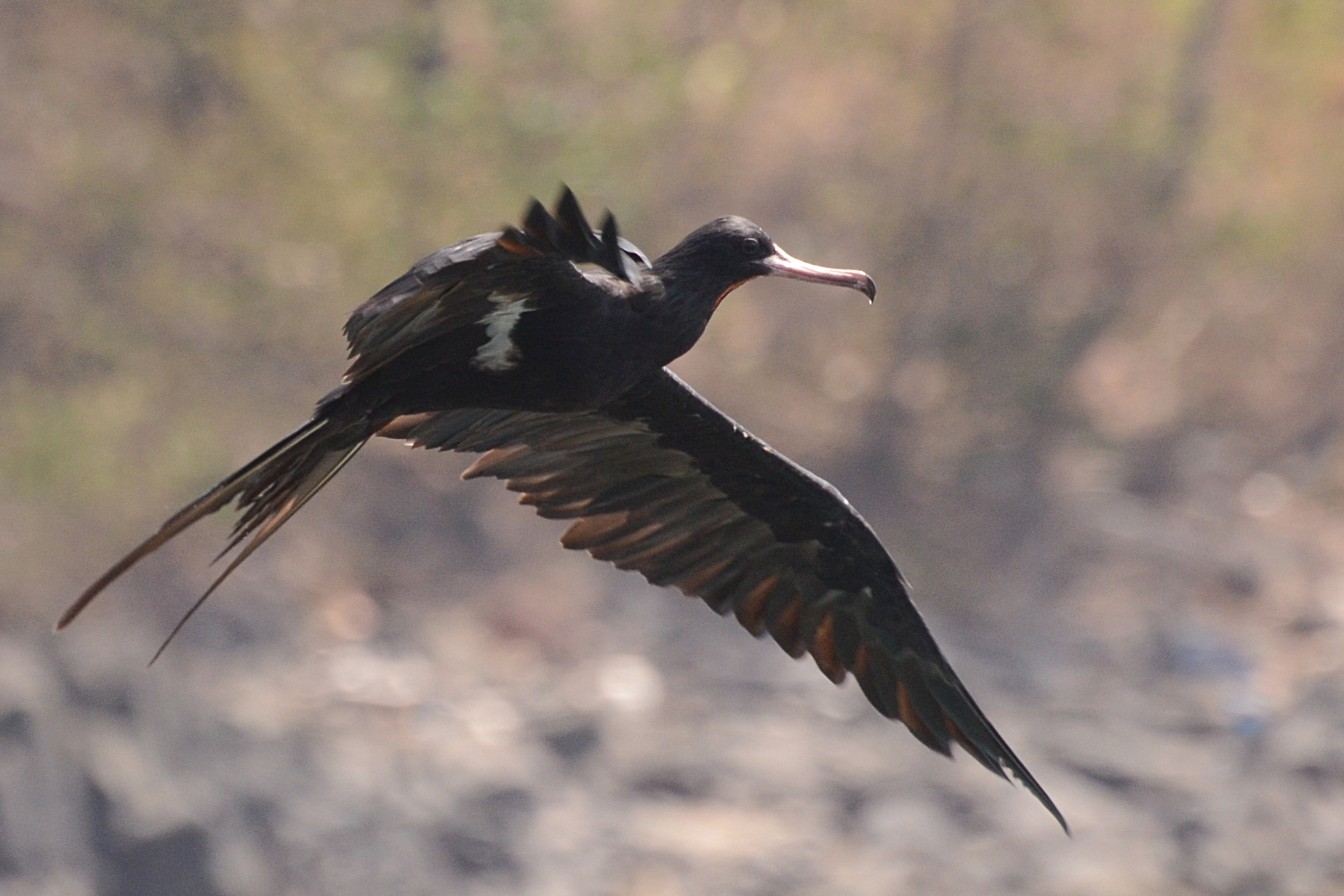
Arielfregattvogel (hier: im Norden Sulawesis)

Malden beherbergt 19 Arten von Seevögeln, von denen 11 Arten dort auch brüten. Die größte Kolonie, die geschätzte 15 000 Brutpaare umfasst, ist die der Arielfregattvögel. Ebenfalls sehr häufig sind Tölpel: Maskentölpel (Sula dactylatra), Rotfußtölpel (Sula sula) und Weißbauchtölpel (Sula leucogaster). Weitere häufige Brutvögel sind Noddiseeschwalben (Anous stolidus und Anous minutus) und Rußseeschwalben (Onychoprion fuscatus).
Auch die indigene Landfauna ist sehr artenarm. Es kommen zwei Arten von Echsen vor: der Skink Cryptoblepharus poecilopleurus sowie der Jungferngecko (Lepidodactylus lugubris). Die Insel beherbergt Einsiedlerkrebse in großer Zahl. An dem kleinen Sandstrand im Nordwesten brüten Grüne Meeresschildkröten (Chelonia mydas). Die Insektenpopulation ist bisher nicht näher erforscht.
Der Mensch hat mehrere Säugetierarten nach Malden gebracht. Es gehört zum Grundmuster der polynesischen Expansion, dass die Siedler Pazifische Ratten (Rattus exulans) als Nahrungstiere mitnahmen. Bereits die ersten Polynesier dürften daher Ratten auf Malden eingeführt haben. Während der Zeit des Guano-Abbaus im 19. Jahrhundert haben Europäer Ziegen und Schweine und, wahrscheinlich unabsichtlich, die Hausmaus (Mus musculus) ausgesetzt. Zur Bekämpfung der Ratten und Mäuse wurden Hauskatzen angesiedelt, die sich allerdings zu einer erheblichen Bedrohung für die Vogelwelt entwickelt haben.

## Geschichte

### Frühgeschichte

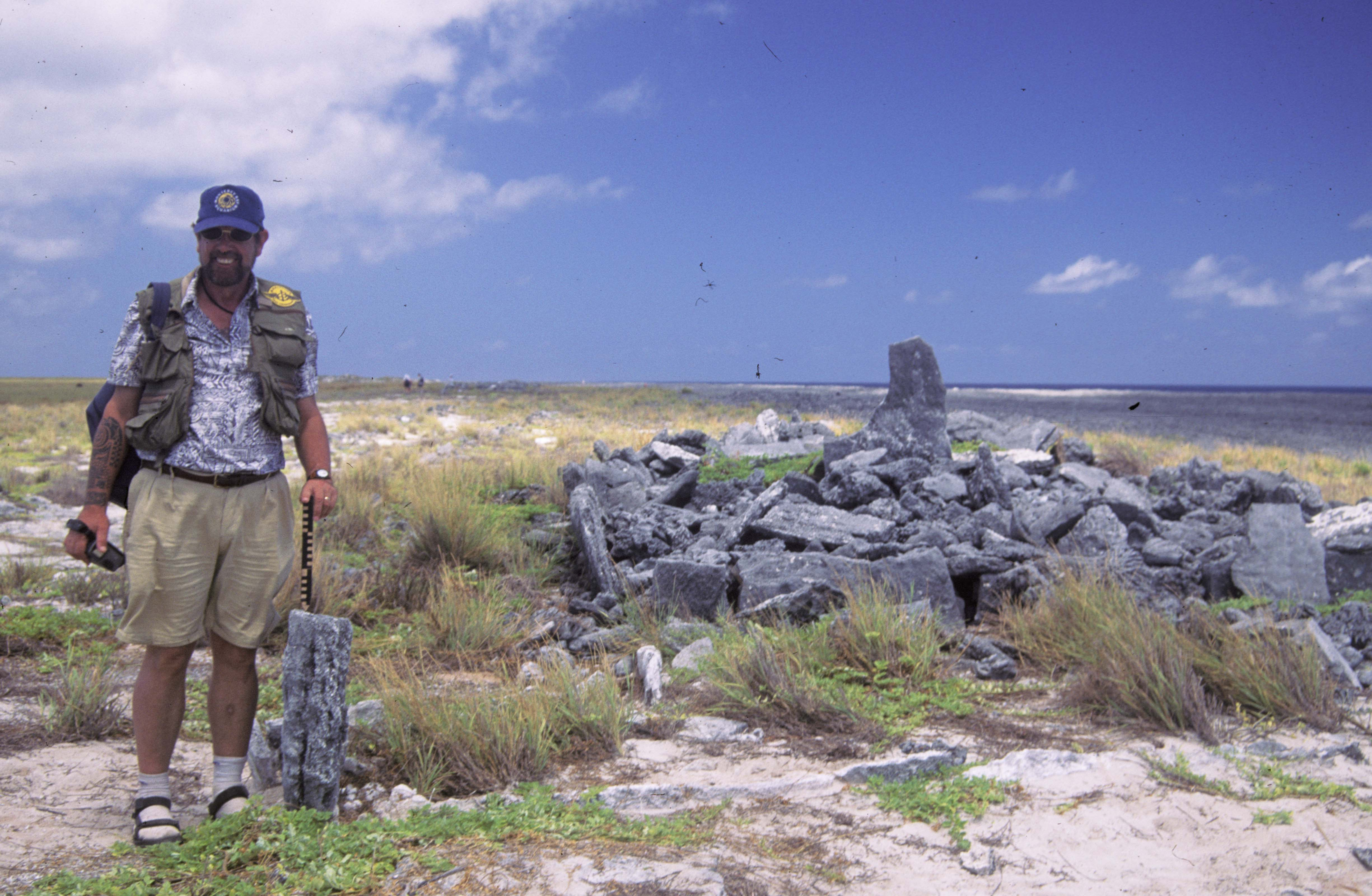
Der Archäologe Edmundo Edwards vom Pacific Islands Research Institute (PIRI) vor den Resten einer Zeremonialplattform auf Malden

Die Überreste polynesischer Bauwerke und Gräber im nördlichen Teil von Malden und an der Südküste beweisen, dass die Insel einst bewohnt war. Es ist umstritten, ob es sich um eine dauerhafte Besiedlung handelte oder ob die Insel nur als Zwischenaufenthalt für Polynesier, die entlang der Line Islands zwischen Tahiti und Hawaii segelten, gedient hat. Auch die Dauer der Besiedlung ist nicht bekannt. Über die Bevölkerungszahl lässt sich nur spekulieren. Der Ethnologe Kenneth Emory hält im Vergleich zu gleich großen Inseln des Tuamotu-Archipels, auf denen ebenfalls Zeremonialbauten zu finden sind, die Zahl von 100 bis 200 Einwohnern für möglich.:37
Bislang gab es nur eine gründliche archäologische Exploration auf Malden, deren Ergebnisse auch veröffentlicht wurden. 1924 rüstete Medford Kellum, ein US-Amerikaner, der durch Immobiliengeschäfte reich geworden war, den Viermast-Schoner Kaimiloa für eine fünf Jahre dauernde Expedition zu abgelegenen und schwer erreichbaren Inseln im Pazifik aus. Mit an Bord waren mehrere Wissenschaftler verschiedener Disziplinen vom Bernice P. Bishop Museum in Honolulu, darunter der Ethnologe Kenneth Emory (* 23. November 1897; † 2. Januar 1992). Das Schiff erreichte Malden am 21. Dezember 1924 und blieb zwei Tage.
Emory sah 35 bis 40 Bauwerke unterschiedlicher Größe auf der Insel, von denen er 21 zeichnete und beschrieb. Die rechteckigen Strukturen – wahrscheinlich Gräber – sind von niedrigen Platten aus Korallengestein eingefasst und zwischen 1,5 und 7,5 m lang und 1,2 bis 3 m breit. Im Regelfall liegen sie parallel zur Küste. Auch die Relikte mehrerer größerer Anlagen, die niedrige Zeremonialplattformen in der Art flacher Stufenpyramiden einschließen, sind heute noch zu sehen.

„By analogy, these structures are Polynesian maraes or shrines.
Analog sind diese Strukturen polynesische Marae oder Schreine.“

Beispielhaft sei hier eine dieser Zeremonialstätten an der Nordwestküste (Emory bezeichnet sie als Site 1) beschrieben. Sie besteht aus drei nebeneinanderliegenden Anlagen gleicher Bauart. Am seeseitigen Ende eines rechteckigen, markierten Platzes für Zeremonien und Feste liegt jeweils eine zweistufige Plattform. Die nur einen Meter hohen Stufen der Plattform sind mit Steinplatten verkleidet und mit Korallenschutt aufgefüllt. Die untere Stufe ist 30 m  lang und 8 m breit, die obere 18 m lang und 6 m breit. Wie bereits Andrew Bloxham 1825 bemerkte, stand im Zentrum der Plattform ein Orthostat. Ein weiterer Orthostat, 1,5 m hoch, stand frontal zur Plattform, von der Mittelachse etwas nach links versetzt. Von der Anlage führt ein gepflasterter, gegabelter Weg zum Ozean, der heute jedoch von angeschwemmtem Korallenbruch unterbrochen ist.
Die Elemente solcher Bauwerke sind von anderen Inseln Polynesiens bekannt. Ähnlichkeit besteht insbesondere mit den Marae der Austral-Inseln. Auch auf Raivavae gibt es stufenförmige Zeremonialplattformen am Ende eines rechteckigen, eingehegten Platzes und markierte Prozessionsstraßen zum Meer. Auf mehreren Inseln des Tuamotu-Archipels sind Orthostaten auf der Plattform und im Zentrum eines Zeremonialhofes zu finden. Sie stellen Sitzstützen für die Stammesführer und für die symbolisch anwesenden, vergöttlichten Ahnen dar.:27–28
John Macmillan Brown, Professor für Geschichte und englische Literatur am Canterbury College in Christchurch, hatte zahlreiche Inseln des Pazifiks bereist. Er war zu der Auffassung gelangt, die Osterinsel sei die zentrale Begräbnisstätte eines in einer geologischen Katastrophe versunkenen Archipels gewesen, mit den Moai als Grabdenkmäler für die mächtigen Könige. Eine ähnliche Funktion weist er der Insel Malden zu, auf der er jedoch nie gewesen war, sonst hätte er erkannt, dass die „Pyramiden“ selbst keine Mausoleen sind. Die nur mit einer schlichten Umgrenzung aus Korallenplatten ausgestatteten Grabstätten liegen verstreut nahebei. Es bedarf noch der Untersuchung, welche Gräber von Polynesiern angelegt wurden oder aus der Zeit des Guano-Abbaus stammen.

„Farther east and not far from the equator Malden Island as small a speck as this and the haunt of no living thing but sea birds trough all time is covered with truncated pyramids of coral blocks capped with dolmens and approached by paved ways to from the sea; and though there is no sign of burial or dead these temples and altars must have been connected with ceremonials intended to immortalize chiefs that had past. These reveal tentative efforts towards such a conception of concentrated mausoleum as has been carried out on this islet and show a clear line of development towards it; but they are dwarfed by its embodiment on Easter Island.
Weiter östlich und nicht weit vom Äquator entfernt liegt Malden Island, ein so kleines Fleckchen wie dieses, und zu allen Zeiten der Aufenthaltsort von keinen [anderen] Lebewesen außer Seevögeln. [Sie ist] mit Pyramidenstümpfen aus Korallenblöcken bedeckt, die mit Dolmen gekrönt sind und über gepflasterte Wege vom Meer aus erreicht werden, und obwohl es keine Anzeichen von Begräbnis oder Tod gibt, müssen diese Tempel und Altäre mit Zeremonien verbunden gewesen sein, die dazu bestimmt waren, vergangene Häuptlinge zu verewigen. Sie zeigen zaghafte Bemühungen auf in Richtung einer solchen Konzeption gebündelter Mausoleen auf dieser Insel, eine klare Entwicklungslinie in diese Richtung, aber sie werden von ihren Gegenstücken auf der Osterinsel in den Schatten gestellt.“

Die repräsentativen Bauten Maldens sind Zeremonialstätten. Sie entsprechen dem Grundmuster polynesischer Marae, wie sie auf zahlreichen Inseln des polynesischen Dreiecks zu finden sind. Für vorwiegend im Internet verbreitete Spekulationen, die Urheber der Bauten seien Angehörige einer untergegangenen Kultur (z. B.: Atlantis), fehlt jeglicher Beweis. Sie lassen sich im Gegenteil widerspruchslos mit der Baugeschichte polynesischer Zeremonialanlagen und dem religiösen Denkschema des polynesischen Kulturraumes vereinbaren.
Neben den Zeremonialanlagen gibt es weitere Beweise für die (möglicherweise dauerhafte) Anwesenheit von Polynesiern. Dazu gehören einfache, mit Korallenblöcken eingefasste Gräber sowie die Überreste von Wohnstätten. Die Häuser selbst waren wahrscheinlich aus vergänglichen Materialien errichtet und sind nicht mehr erhalten. Sie standen auf heute noch nachweisbaren steinernen Plattformen ähnlich den Paepae, den Hausplattformen der Marquesas, jedoch schlichter gebaut. Vor den Häusern befand sich, ebenfalls mit den Wohnbauten der Marquesas vergleichbar, jeweils ein gepflasterter Hof.:34 f. Die aufgefundenen Werkzeuge der Bewohner – Beilklingen und Dechsel – waren aus der harten Schale der Tridacna-Muschel gefertigt. Trinkwasser gewannen die Polynesier aus Regenwasser. Es sind mehrere sorgfältig eingefasste Zisternen nachweisbar sowie auch zahlreiche mit Steinen umgrenzte Erdöfen, die  prinzipiell mit denen der Osterinsel (und anderer polynesischer Inseln) vergleichbar sind.:175
Die ersten europäischen Besucher fanden die Insel bereits unbewohnt vor. Nach einer Sage aus dem etwa 970 km südwestlich liegenden Manihiki soll eines Tages ein Zyklon eine gewaltige Flut ausgelöst haben, die die gesamte Insel verheerte. Alle Bewohner ertranken.:165  Es ist aber auch durchaus möglich, dass eine lang anhaltende Trockenperiode die Insel entvölkert hat.:180

### Entdeckungsgeschichte
Als erster europäischer Besucher von Malden gilt der britische Seeoffizier George Anson Byron, 7th Baron Byron (* 8. März 1789; † 1. März 1868). Er hatte den Befehl, mit der Fregatte HMS Blonde die Leichen des Königs Kamehameha II. und seiner Frau, die 1824 in London an den Masern gestorben waren, nach Hawaii zu bringen. Auf der Rückreise sah er am 29. Juli 1825 eine Insel, die er Malden taufte, nach seinem Ersten Offizier Charles Robert Malden (* 9. August 1797; † 23. Mai 1855). Ein Landungskommando fand die Insel unbewohnt vor, obwohl zahlreiche Spuren früherer Bewohner zu sehen waren.
Möglicherweise war aber Byron nicht der erste Europäer, der Malden sah. William Clarke, Kapitän des amerikanischen Walfangschiffes Winslow aus New Bedford (Massachusetts), berichtete, dass er 1823 auf der Position 3° Süd und 151° 30′ West eine Insel gesichtet habe, die er Clark’s Island taufte. Die niedrige Insel sei sieben Meilen lang und eine Meile breit und ringsum von Brandungswellen umgeben. Diese Position liegt zwar rund 430 km nordöstlich von Malden, unter Berücksichtigung der damals noch ungenauen Positionsbestimmung könnte die Insel jedoch Malden gewesen sein.
In der Folgezeit wurde Malden gelegentlich von Walfängern angelaufen, die im Südpazifik auf Jagd gingen. Die niedrige, bei schlechter Sicht erst aus kurzer Entfernung erkennbare Insel wurde mehreren Schiffen zum Verhängnis. Eines der Schiffe war die Annie Larsen, ein Dreimast-Schoner von 376 Tonnen, die am 9. Juni 1918 auf Malden strandete.

### Guano-Abbau
1828 wurde erstmals über bedeutende Guano-Vorkommen berichtet und die Insel nach Verabschiedung des Guano Islands Acts im Jahre 1856 von den Vereinigten Staaten beansprucht. Doch eine britisch-australische Firma hatte bereits mit dem Abbau begonnen. Für die Unterbringung der Arbeiter errichtete man Holz- und Steinhütten. Meyers Konversations-Lexikon von 1879 verzeichnet 168 Bewohner. 1889 lebten auf der Insel acht europäische bzw. australische Angestellte der Firma Grice, Summer & Co, Victoria, mit 150 Polynesiern von Niue und Aitutaki. Für die Versorgung der Bewohner mit dem stets knappen Trinkwasser wurde eine mit Kohle befeuerte Meerwasserentsalzungsanlage gebaut. Eine Werksbahn mit ungefähr drei Kilometern Streckenlänge führte von den Abbaugebieten zu einer Mole an der Nordküste, wo der Guano mit einem Kran auf Boote und dann in die auf Reede liegenden Schiffe verladen wurde. Die zunächst mit Segeln betriebenen Loren wurden später von einer kleinen Dampflokomotive gezogen. Die notwendige Kohle führten die Transportschiffe als Ballast mit.
Der Guano bedeckte nicht die gesamte Insel, sondern war in Depots oder Taschen abgelagert. Dennoch war die Ausbeutung lohnend, denn erst 1927, nach fast 70 Jahren, wurde der Abbau aufgegeben. Die Spuren der Bahnstrecke und die Überreste der Arbeitersiedlung sind heute noch zu sehen.
Als Folge des Guano-Abbaus wurde Malden 1864 von Großbritannien  in Besitz genommen. 1972 wurde die Insel Teil der britischen Kronkolonie Gilbert and Ellice Islands und seit dem 12. Juli 1979 gehört sie zur Republik Kiribati.

### Kernwaffentests
Die Kolonialmacht Großbritannien führte vom 15. Mai bis zum 19. Juni 1957 unter dem Codenamen „Grapple“ drei atmosphärische Kernwaffentests auf Malden durch. Die Bomben erreichten eine Sprengkraft von maximal 720 Kilotonnen TNT-Äquivalent, das entsprach nicht der erwarteten Sprengkraft. Die britischen atmosphärischen Atomwaffentest endeten am 23. September 1958. Zur Vorbereitung und Durchführung der Versuche wurden Wissenschaftler und Militärpersonal auf Malden stationiert. Für deren Versorgung bauten die Royal Engineers eine 1500 m lange, unbefestigte Start- und Landebahn im Nordwesten, die inzwischen jedoch aufgegeben ist.

## Sonstiges
Malden ist wahrscheinlich mit der Phantominsel Sarah Ann identisch, deren Position durch einen Navigationsfehler falsch ermittelt wurde.
Von März bis April 2009 fand die Southern Line Islands Expedition der National Geographic Society zu den Inseln Malden, Starbuck, Vostok, Flint und Caroline (oder Millennium Island) statt, die sich aber überwiegend auf die Meeresfauna konzentrierte.